# Cerro Azul-Quizapu
Cerro Azul-Quizapu (ook wel bekend als simpelweg Cerro Azul, wat Spaans is voor "blauwe heuvel") is een actieve stratovulkaan in het midden van Chili, ten zuiden van de Descabezado Grande vulkaan. De vulkaan heeft een krater met een diameter van 500 meter, die aan de noordkant open is. Op de hellingen van de vulkaan zijn veel slakkenkegels te vinden.
In 1932 vond een van de grootste uitbarstingen plaats, waarbij er 9,5 kubieke kilometer daciet tefra uit de vulkaan naar buiten kwam.

## Uitbarstingen
1846, 1903?, 1906, 1907, 1912, 1913?, 1914, 1916-1932, 1933-1938, 1949, 1967
? = niet zeker